# Thoothukudi (stad)
Thoothukudi (Tuttukkudi, தூத்துக்குடி, Tūttukkuṭi), voorheen Tuticorin, is een havenstad in de Zuid-Indiase deelstaat Tamil Nadu. De stad ligt aan de Golf van Mannar, ongeveer 100 km noordoostelijk van Kaap Comorin, het meest zuidelijke punt van het Indiase vasteland, en 530 km ten zuidwesten van Chennai. Het is de hoofdstad van het gelijknamige district en telde in 2006 218.943 inwoners.
Thoothukudi was in de oudheid al een belangrijke  havenstad. In de nieuwe tijden werd het een belangrijk steunpunt van de Europese koloniale mogendheden. Rond het midden van de 16e eeuw werd het steunpunt door de Portugezen gesticht, in 1658 ging het over in Nederlandse handen en in 1825 kwam het terecht bij het Verenigd Koninkrijk.
Vroeger was de parelwinning de belangrijkste economische activiteit van de bevolking. Thans zijn er katoen-, visserij-, zout- en voedingsmiddelenfabrieken. De in 1974 geopende zeehaven is een van de 12 grootste zeehavens van India en naast Navi Mumbai en Chennai de belangrijkste overslagplaats voor containergoederen van het land.
De stad is de zetel van het rooms-katholieke bisdom Tuticorin.

## Galerij

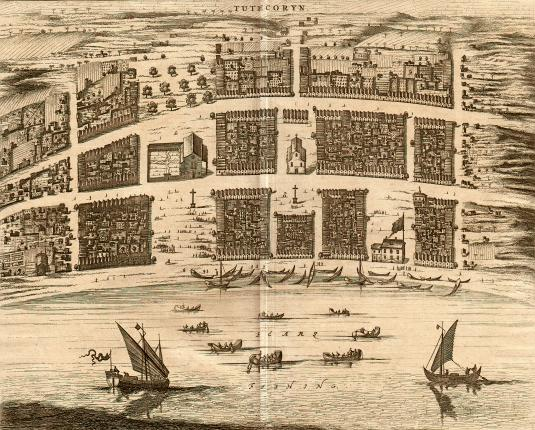
Nederlands steunpunt Tuticorin (1752)
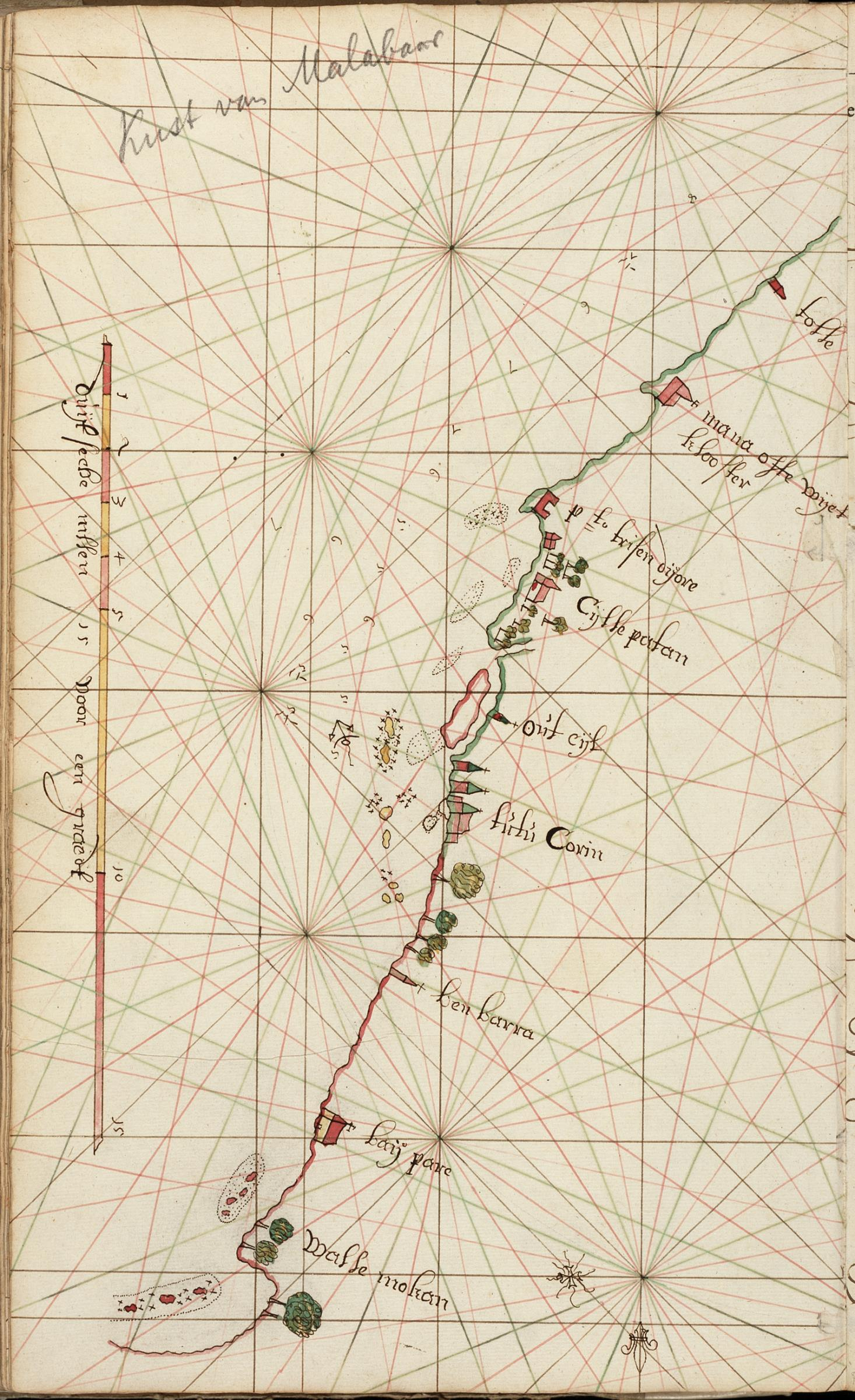
Kaart van de bocht van Tutecorijn (tutu Corin) circa 1667
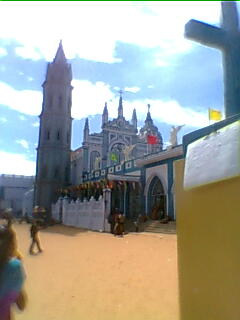